# Anica Dobra
Anica Dobra (serb. Аница Добра; ur. 3 czerwca 1963 w Belgradzie) – serbska aktorka filmowa.

## Życiorys
Jest absolwentką Wydziału Sztuk Dramatycznych Akademii Sztuk w Belgradzie.

## Filmografia
- Deja vu(inne języki) (serb.-chorw. Već viđeno) (1987)
- Život sa stricem(inne języki) (serb.-chorw. Život sa stricem) (1988)
- Miejsce spotkania(inne języki) (serb.-chorw. Sabirni centar) (1989)
- Kako je propao rokenrol(inne języki) (serb. Како је пропао рокенрол, Kako je propao rokenrol) (1989)
- Rosamunda(inne języki) (niem. Rosamunde) (1990)
- Spieler(inne języki) (niem. Spieler) (1990)
- Wildfeuer(inne języki) (niem. Wildfeuer) (1991)
- Tito i ja(inne języki) (serb.-chorw. Tito i ja) (1992)
- Crni bombarder(inne języki) (serb.-chorw. Crni bombarder) (1992)
- Dziwne zachowania dojrzałych płciowo mieszkańców dużych miast w okresie łączenia się w pary (niem. Das merkwürdige Verhalten geschlechtsreifer Großstädter zur Paarungszeit, ang. Love Scenes from Planet Earth) (1998)
- Enklawa (serb. Енклава, Enklava) (2014)